# Фолойские леса
Фоло́йские леса (греч. Δρυοδάσος Φολόης) — листопадные дубовые леса в западном Пелопоннесе, в Греции.
Леса занимает площадь около 40 км². Находится на территории Олимпии в номе Элида (Западная Греция) на плато Фолои близ поселения Фолои на высоте более 600 м. Сегодня леса являются охраняемой зоной. В античности леса занимали намного бо́льшую территорию. Согласно мифам, Фолойские леса были домом кентавров и дриад (само название «дриады» происходит от слова «дуб»).
В лесах преобладает дуб Фрайнетто, достигающий 15—20 м высоты. Менее распространены дубы пушистый и каменный. Нижний ярус занимают папоротники и заросли асфодели. Жёлуди являются пищей для белок, ежей, зайцев. Также в лесах обитают барсуки, лисы, гадюки, орлы, совы, сороки и др.